# Chamäleon (Sternbild)

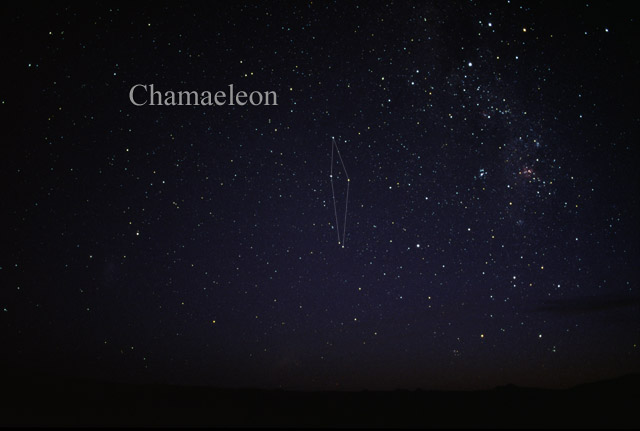
Das Sternbild, wie es mit dem bloßen Auge gesehen werden kann

Das Chamäleon ist ein Sternbild des Südhimmels und wurde erst von Johann Bayer 1603 eingeführt.

## Beschreibung
Das Chamäleon ist ein sehr unscheinbares Sternbild in der Umgebung des südlichen Himmelspols. Es besteht aus einer Gruppe von Sternen, von denen keiner heller als die 4. Größenklasse ist.
Das Sternbild steht in einer relativ sternarmen Region abseits der Milchstraße und enthält keine interessanten nebligen Objekte. Von Europa aus ist es aufgrund seiner südlichen Lage nicht beobachtbar.

## Geschichte
Das Chamäleon gehört zu den zwölf Sternbildern, die von den niederländischen Seefahrern Pieter Dirkszoon Keyser und Frederick de Houtman zwischen 1595 und 1597 eingeführt wurden. Johann Bayer übernahm es 1603 in seinen Sternenatlas Uranometria.

## Himmelsobjekte

### Sterne
| B   | Namen o. andere Bezeichnungen | Magnitude | Lj  | Spektralklasse |
| --- | ----------------------------- | --------- | --- | -------------- |
| α   |                               | 4,05      | 80  | F6 IV          |
| γ   |                               | 4,11      | 250 | M0 III         |
| β   |                               | 4,24      |     |                |
| θ   |                               | 4,34      | 800 | B0 V           |
| δ2  |                               | 4,45      |     | B3             |
| ε   |                               | 4,88      | 300 | B9 + A0        |
| κ   |                               | 5,04      |     |                |
| ζ   |                               | 5,07      |     |                |
| ι   |                               | 5,34      |     |                |
| ν   |                               | 5,43      |     |                |
| δ1  |                               | 5,46      |     | K0             |
| η   |                               | 5,46      |     |                |
| μ   |                               | 5,53      |     |                |
| π   |                               | 5,64      |     |                |
| 400 |                               | 6,05      |     |                |
| μ2  |                               | 6,60      |     |                |

Alpha Chamaeleontis, der hellste Stern im Chamäleon, ist etwa 80 Lichtjahre entfernt. Er ist ein weißlich leuchtender Stern der Spektralklasse F6.
Gamma Chamaeleontis ist ein 250 Lichtjahre entfernter rötlicher Stern der Spektralklasse M0.

### Doppelsterne
| System | Größen (mag) | Abstand |
| ------ | ------------ | ------- |
| δ      | 4,5/5,5      | 265"    |
| ε      | 4,9/6,5      | 135"    |

Die Sterne δ1 und δ2 erscheinen mit bloßem Auge als Doppelstern. Tatsächlich sind sie nicht physikalisch miteinander verbunden, sondern stehen nur von Erde aus in der gleichen Richtung im Raum. Es handelt sich somit um einen „optischen“ Doppelstern.

### Deep-Sky-Objekte
| NGC  | Scheinbare Helligkeit (mag) | Typ                  |
| ---- | --------------------------- | -------------------- |
| 3195 | 11,6                        | Planetarischer Nebel |

### Molekülwolken
- Chamäleon-Komplex

### Planemos
Siehe Cha 110913